# 992

## Události
- 27. července – Bitva u Conquereuil
- Benátky získaly první z řady obchodních privilegií od Byzantské říše
- Boleslav II. vytáhl spolu s Otou III. proti Polabským Slovanům.
- Vojtěch obdržel knížecí edikt, který mu umožnil provádět rozlučování sňatků příbuzných, stavět kostely a vybírat desátky. Po intervenci českého poselstva u papeže se Vojtěch vrátil do Čech.

## Úmrtí
- 25. květen – Měšek I., kníže polský
- 27. července – Conan I. Bretaňský, bretaňský vévoda
- Ermengarda z Anjou, bretaňská vévodkyně

## Hlavy států
- České knížectví – Boleslav II.
- Papež – Jan XV.
- Svatá říše římská – Ota III. (regentka Adéla Burgundská)
- Anglické království – Ethelred II.
- Skotské království – Kenneth II.
- Polské knížectví – Měšek I. – Boleslav I. Chrabrý
- Západofranská říše / Francouzské království – Hugo Kapet
- Uherské království – Gejza
- První bulharská říše – Roman I. Bulharský
- Byzanc – Basileios II. Bulharobijce